# Theloderma phrynoderma
Theloderma phrynoderma es una especie de anfibio anuro endémico de Birmania. No se había registrado desde su 1888 hasta su redescubrimiento en 2015. Se conoce únicamente de dos lugares en Birmania: Thao en las montañas Karen (Kayin) y la reserva natural de Tanintharyi (Tanintharyi). Se distribuye entre los 50 y los 1400 m de altitud. Se sabe muy poco de su ecología.